# Уравнение Дирака
Уравнение Дира́ка — релятивистски инвариантное уравнение движения для биспинорного классического поля электрона, применимое также для описания других точечных фермионов со спином 1/2; установлено Полем Дираком в 1928 году.
Уравнение Дирака вместе с уравнениями Максвелла позволяет объяснить взаимодействие свободных электронов с электромагнитным полем, рассеяние света на электроне (эффект Комптона), рождение фотоном электронно-позитронной пары и т. д. Оно значительно обобщает классические уравнения Ньютона, релятивистские классические уравнения движения частиц и уравнение Шрёдингера.
За открытие этого уравнения П. Дирак получил Нобелевскую премию по физике 1933 года.

## Вид уравнения
Уравнение Дирака записывается в виде
{\displaystyle \left(mc^{2}\alpha _{0}+c\sum _{j=1}^{3}\alpha _{j}p_{j}\right)\psi (\mathbf {x} ,t)=i\hbar {\frac {\partial \psi }{\partial t}}(\mathbf {x} ,t),}
где {\displaystyle m\ } — масса электрона (или другого фермиона, описываемого уравнением), {\displaystyle c\ } — скорость света, {\displaystyle p_{j}=-i\hbar \partial _{j}} — три оператора компонент импульса (по x, y, z), {\displaystyle \hbar ={h \over 2\pi }}, {\displaystyle h} — постоянная Планка, x=(x, y, z) и t — пространственные координаты и время соответственно, и {\displaystyle \psi (\mathbf {x} ,t)} — четырёхкомпонентная комплексная волновая функция (биспинор).
{\displaystyle \alpha _{0},\alpha _{1},\alpha _{2},\alpha _{3}\ } — линейные операторы над пространством биспиноров, которые действуют на волновую функцию (матрицы Паули). Эти операторы подобраны так, что каждая пара таких операторов антикоммутирует, а квадрат каждого равен единице:
{\displaystyle \alpha _{i}\alpha _{j}=-\alpha _{j}\alpha _{i}\,} где {\displaystyle i\neq j} и индексы {\displaystyle i,j\ } меняются от 0 до 3,
{\displaystyle \alpha _{i}^{2}=1} для {\displaystyle i\ } от 0 до 3.
В обсуждаемом представлении эти операторы являются матрицами размера 4×4 (это минимальный размер матриц, для которых выполняются условия антикоммутации), называемыми альфа-матрицами Дирака
- Весь оператор в скобках в левой части уравнения называется оператором Дирака (точнее, в современной терминологии его следует называть гамильтонианом Дирака, так как оператором Дирака сейчас обычно принято называть ковариантный оператор D, с которым уравнение Дирака записывается в виде DΨ = 0, как описано в следующем замечании).
- В современной физике часто используется ковариантная форма записи[5] уравнения Дирака (подробно см. ниже):

{\displaystyle \left(i\hbar c\,\gamma ^{\mu }\,\partial _{\mu }-mc^{2}\right)\psi =0.}

## Физический смысл

### Электрон, позитрон
Из уравнения Дирака следует, что электрон обладает собственным механическим моментом количества движения — спином, равным ħ/2, а также собственным магнитным моментом, равным (без учёта гиромагнитного отношения) магнетону Бора eħ/2mc, который ранее (1925) был открыт экспериментально (e и m — заряд и масса электрона, с — скорость света, ħ — постоянная Дирака, или редуцированная постоянная Планка). С помощью уравнения Дирака была получена более точная формула для уровней энергии атома водорода и водородоподобных атомов (ионов), включающая тонкую структуру уровней, а также объяснён эффект Зеемана. На основе уравнения Дирака были найдены формулы для вероятностей рассеяния фотонов свободными электронами (эффект Комптона) и излучения электрона при его торможении (тормозного излучения), получившие экспериментальное подтверждение. Однако последовательное релятивистское описание движения электрона даётся квантовой электродинамикой.
Характерная особенность уравнения Дирака — наличие среди его решений таких, которые соответствуют состояниям с отрицательными значениями энергии для свободного движения частицы (что соответствует отрицательной массе частицы). Это представляло трудность для теории, так как все механические законы для частиц в таких состояниях были бы неверными, переходы же в эти состояния в квантовой теории возможны. Действительный физический смысл переходов на уровни с отрицательной энергией выяснился в дальнейшем, когда была доказана возможность взаимопревращения частиц. Из уравнения Дирака следовало, что должна существовать новая частица (античастица по отношению к электрону) с массой электрона и электрическим зарядом противоположного знака; такая частица была действительно открыта в 1932 К. Андерсоном и названа позитроном. Это явилось огромным успехом теории электрона Дирака. Переход электрона из состояния с отрицательной энергией в состояние с положительной энергией и обратный переход интерпретируются как процесс образования пары электрон-позитрон и аннигиляция такой пары.

### Применение для других частиц
Уравнение Дирака справедливо не только для электронов, но и для других элементарных частиц со спином 1/2 (в единицах ħ) — фермионов (например, мюонов, нейтрино).
При этом хорошее соответствие опыту получается при прямом применении уравнения Дирака к простым (а не составным) частицам.
Для протона и нейтрона (составных частиц, состоящих из кварков, связанных глюонным полем, но также обладающих спином 1/2) оно при прямом применении (как к простым частицам) приводит к неправильным значениям магнитных моментов: магнитный момент «дираковского» протона «должен быть» равен ядерному магнетону eħ/2Мc (М — масса протона), а нейтрона (поскольку он не заряжен) — нулю. Опыт же даёт, что магнитный момент протона примерно в 2,8 раза больше ядерного магнетона, а магнитный момент нейтрона отрицателен и по абсолютной величине составляет около 2/3 от магнитного момента протона. Это явление получило название аномального магнитного момента протона и нейтрона.
Аномальный магнитный момент этих частиц свидетельствует об их внутренней структуре и является одним из важных экспериментальных подтверждений их кваркового строения.
В действительности данное уравнение применимо для кварков, которые также являются элементарными частицами со спином 1/2. Модифицированное уравнение Дирака можно использовать для описания протонов и нейтронов, которые не являются элементарными частицами (они состоят из кварков).
Уравнение для описания частиц со спином 0 и 1 можно получить, если в уравнении Дирака заменить матрицы Дирака матрицами Дэффина — Кеммера — Петье (кеммеровский формализм или {\displaystyle \beta }-формализм).

### Уравнение Дирака и квантовая теория поля
Уравнение Дирака описывает не амплитуду вероятности для одного электрона, как могло бы показаться, а величину, связанную с плотностью заряда и тока дираковской частицы: в силу сохранения заряда сохраняется величина, которую считали полной вероятностью нахождения частицы. Таким образом, уравнение Дирака — с самого начала многочастичное.
Теория, включающая лишь уравнение Дирака, взаимодействующее с классическим внешним электромагнитным полем, не совсем верно принимает в расчёт рождение и уничтожение частиц. Она хорошо предсказывает магнитный момент электрона и тонкую структуру линий в спектре атомов. Она объясняет спин электрона, поскольку два из четырёх решений уравнения соответствуют двум спиновым состояниям электрона. Два оставшихся решения с отрицательной энергией соответствуют античастице электрона (позитрону), предсказанной Дираком исходя из его теории и почти сразу же вслед за этим открытой экспериментально.
Несмотря на эти успехи, такая теория имеет тот недостаток, что она не описывает взаимодействие квантованного электронного поля с квантованным электромагнитным полем, в том числе рождение и уничтожение частиц — один из фундаментальных процессов релятивистской теории взаимодействующих полей. Эта трудность разрешена в квантовой теории поля. В случае электронов добавляется квантованное электромагнитное поле, квантование самого электронного поля и взаимодействие этих полей, а полученная теория называется квантовой электродинамикой.

## Вывод уравнения Дирака
Уравнение Дирака — релятивистское обобщение уравнения Шрёдингера:
{\displaystyle H\left|\psi (t)\right\rangle =i\hbar {d \over dt}\left|\psi (t)\right\rangle .}
Для удобства мы будем работать в координатном представлении, в котором состояние системы задаётся волновой функцией ψ(x,t). В этом представлении уравнение Шрёдингера запишется в виде
{\displaystyle H\psi (\mathbf {x} ,t)=i\hbar {\frac {\partial \psi (\mathbf {x} ,t)}{\partial t}},}
где гамильтониан H теперь действует на волновую функцию.
Мы должны определить гамильтониан так, чтобы он описывал полную энергию системы. Рассмотрим свободный электрон (ни с чем не взаимодействующий, изолированный от всех посторонних полей). Для нерелятивистской модели мы взяли бы гамильтониан, аналогичный кинетической энергии в классической механике (не принимая во внимание в этом случае ни релятивистских поправок, ни спина):
{\displaystyle H=\sum _{j=1}^{3}{\frac {p_{j}^{2}}{2m}},}
где pj — операторы проекций импульса, а индекс j =1,2,3 обозначает декартовы координаты. Каждый такой оператор действует на волновую функцию как пространственная производная:
{\displaystyle p_{j}\psi (\mathbf {x} ,t)\ {\stackrel {\mathrm {def} }{=}}\ -i\hbar \,{\frac {\partial \psi (\mathbf {x} ,t)}{\partial x_{j}}}.}
Чтобы описать релятивистскую частицу, мы должны найти другой гамильтониан. При этом есть основания предполагать, что оператор импульса сохраняет приведённое только что определение. Согласно релятивистскому соотношению, полная энергия системы выражается как
{\displaystyle E={\sqrt {(mc^{2})^{2}+\sum _{j=1}^{3}(p_{j}c)^{2}}}.}
Это приводит к выражению
{\displaystyle {\sqrt {(mc^{2})^{2}+\sum _{j=1}^{3}(p_{j}c)^{2}}}\ \psi =i\hbar {\frac {d\psi }{dt}}.}
Это не вполне удовлетворительное уравнение, так как не видно явной лоренц-ковариантности (выражающей формальное равноправие времени и пространственных координат, что является одним из краеугольных камней специальной теории относительности), а кроме того — написанный корень из оператора не выписан явно. Однако возведение в квадрат левой и правой части приводит к явно лоренц-ковариантному уравнению Клейна-Гордона. Дирак предположил, что поскольку правая часть уравнения содержит первую производную по времени, то и левая часть должна иметь только производные первого порядка по пространственным координатам (иначе говоря — операторы импульса в первой степени). Тогда, полагая, что коэффициенты перед производными, какую бы природу они ни имели, — постоянные (вследствие однородности пространства), остаётся только записать:
| {\displaystyle i\hbar {\frac {d\psi }{dt}}=\left[c\sum _{i=1}^{3}\alpha _{i}p_{i}+\alpha _{0}mc^{2}\right]\psi } |
— это и есть уравнение Дирака (для свободной частицы).
Однако мы пока не определили коэффициенты {\displaystyle \alpha _{i}\ }. Если верно предположение Дирака, то правая часть, возведённая в квадрат, должна дать
{\displaystyle (mc^{2})^{2}+\sum _{j=1}^{3}(p_{j}c)^{2},}
то есть
{\displaystyle \left(mc^{2}\alpha _{0}+c\sum _{j=1}^{3}\alpha _{j}p_{j}\,\right)^{2}=(mc^{2})^{2}+\sum _{j=1}^{3}(p_{j}c)^{2}.}
Просто раскрывая скобки в левой части получившегося уравнения, получаем следующие условия на α:
{\displaystyle \alpha _{i}\alpha _{j}+\alpha _{j}\alpha _{i}=0} для всех {\displaystyle i,j=0,1,2,3(i\neq j),}
{\displaystyle \alpha _{i}^{2}=1} для всех {\displaystyle i=0,1,2,3\ ,}
или, сокращённо, записав всё вместе:
{\displaystyle \alpha _{i}\alpha _{j}+\alpha _{j}\alpha _{i}=2\delta _{ij}\ } для {\displaystyle \ i,j=0,1,2,3,}
или, ещё короче, пользуясь фигурными скобками для обозначения антикоммутаторов:
{\displaystyle \left\{\alpha _{i},\alpha _{j}\right\}=2\delta _{ij}\ } для {\displaystyle \ i,j=0,1,2,3.}
где {,} — антикоммутатор, определяемый как {A,B} ≡ AB + BA, и δij — символ Кронекера, который принимает значение 1, если два индекса равны, и 0 в противном случае. Смотрите алгебра Клиффорда.
Поскольку такие соотношения не могут выполняться для обычных чисел (ведь числа коммутируют, а α — нет), остаётся — проще всего — предположить, что α — это некие линейные операторы или матрицы (тогда единицы и нули в правой части соотношений можно считать соответственно единичными и нулевыми оператором или матрицей), и можно попытаться найти конкретный набор α, воспользовавшись этими соотношениями (и это удаётся).
Именно здесь впервые становится совершенно ясно, что волновая функция должна быть не однокомпонентной (то есть не скалярной), а векторной, имея в виду векторы какого-то абстрактного «внутреннего» пространства, не связанного прямо с обычным физическим пространством или пространством-временем.
Матрицы должны быть эрмитовы, чтобы гамильтониан тоже был эрмитовым оператором. Наименьшая размерность матриц, которые удовлетворяют данным выше критериям, — это комплексные матрицы 4×4, хотя их конкретный выбор (или представление) не однозначен. Эти матрицы с операцией матричного умножения образуют группу. Хотя выбор представления этой группы не влияет на свойства уравнения Дирака, он влияет на физический смысл компонент волновой функции. Волновая функция же, очевидно, должна тогда быть четырёхмерным комплексным абстрактным (не связанным прямо с векторами обычного пространства-времени) векторным полем (то есть биспинорным полем).
Во введении мы привели представление, использованное Дираком. Это представление можно правильно записать как
{\displaystyle \alpha _{0}={\begin{bmatrix}I&0\\0&-I\end{bmatrix}},\quad \alpha _{j}={\begin{bmatrix}0&\sigma _{j}\\\sigma _{j}&0\end{bmatrix}},}
где 0 и I — 2×2 нулевая и единичная матрицы соответственно, и σj (j = 1, 2, 3) — матрицы Паули, являющиеся, кстати, матричным представлением кватернионов, о которых давно известно, что они антикоммутируют.
Гамильтониан в этом уравнении
{\displaystyle H=\,mc^{2}\alpha _{0}+c\sum _{j=1}^{3}\alpha _{j}p_{j}}
называется гамильтонианом Дирака.
- Для обычного уравнения Дирака в двумерном пространстве или в трёхмерном, но с m=0, вместо альфа-матриц достаточно просто матриц Паули; вместо четырёхкомпонентного биспинорного поля при этом роль волновой функции будет играть двухкомпонентное спинорное.

Также уравнение Дирака
{\displaystyle \left(i\hbar c\,\gamma ^{\mu }\,\partial _{\mu }-mc^{2}\right)\psi =0.}
можно вывести из теоретико-групповых соображений, как уравнение, инвариантное относительно преобразований Пуанкаре и описывающее волновую функцию элементарной частицы с массой {\displaystyle m}, спином {\displaystyle 1/2}, положительной энергией, фиксированной P-чётностью.

## Уравнение Дирака и принцип соответствия
Уравнение Дирака можно обосновать с помощью принципа соответствия в формулировке Дирака: «Соответствие между квантовой и классической теориями состоит не столько в предельном согласии при {\displaystyle \hbar \rightarrow 0}, сколько в том, что математические операции двух теорий подчиняются во многих случаях тем же законам.»
В специальной теории относительности энергия и импульс частицы выражаются через соотношение
{\displaystyle E^{2}=p_{1}^{2}c^{2}+p_{2}^{2}c^{2}+p_{3}^{2}c^{2}+m^{2}c^{4}\,\,\,\,\,\,\,\,\,\,(*)}
Его можно, разделив на {\displaystyle E} обе стороны, преобразовать к следующему виду
{\displaystyle E={\frac {v_{1}}{c}}p_{1}c+{\frac {v_{2}}{c}}p_{2}c+{\frac {v_{3}}{c}}p_{3}c+{\frac {v_{0}}{c}}m\,c^{2}\,\,\,\,\,\,\,\,\,\,(**)}
где величина {\displaystyle v_{0}={\sqrt {c^{2}-v^{2}}}} , а {\displaystyle v^{2}=v_{1}^{2}+v_{2}^{2}+v_{3}^{2}} ;
В самом деле, {\displaystyle {\frac {p_{1}c}{E}}={\frac {mv_{1}c(c/v_{0})}{mc^{2}(c/v_{0})}}={\frac {v_{1}}{c}}\,} и т. д., а также {\displaystyle {\frac {mc^{2}}{E}}={\frac {mc^{2}}{mc^{2}(c/v_{0})}}={\frac {v_{0}}{c}}\,};
Здесь соотношение (*) следует считать не условием об обозначениях (означает, что записи {\displaystyle E^{2}} и {\displaystyle p_{1}^{2}c^{2}+p_{2}^{2}c^{2}+p_{3}^{2}c^{2}+m^{2}c^{4}} имеют один и тот же смысл). Соотношение (*) рассматривается как настоящее (содержательное) равенство, указывающее связь между {\displaystyle E(v)} и {\displaystyle p(v)} и независимой переменной {\displaystyle v}.
Чтобы вернуться к исходному уравнению (*) (как бы «возвести в квадрат»), нужно уравнение (**) умножить на {\displaystyle E} с обеих сторон.
Уравнение Дирака (в отсутствие электромагнитного поля) имеет вид
{\displaystyle i\hbar {\frac {\partial \psi }{\partial t}}=(\alpha _{1}{\hat {p}}_{1}c+\alpha _{2}{\hat {p}}_{2}c+\alpha _{3}{\hat {p}}_{3}c+\alpha _{0}\,m\,c^{2})\psi \,\,\,\,\,\,\,\,\,\,(***)}
где {\displaystyle \alpha _{i}} — матрицы, {\displaystyle (i=0,1,2,3,)}.
Из принципа соответствия между уравнениями (**) и (***) следует, что {\displaystyle v_{i}/c=\alpha _{i}} или {\displaystyle v_{i}=c\alpha _{i}}.
В самом деле, в квантовой механике показано (см. дрожащее движение), что релятивистский оператор скорости {\displaystyle v_{j}=dx_{j}/dt;(j=1,2,3)} ; имеет вид {\displaystyle v_{j}=c\alpha _{j}}, то есть является матричным оператором.
Оператор скорости находится согласно общим правилам дифференцирования операторов по времени
{\displaystyle {\frac {dx_{j}}{dt}}={\frac {\partial x_{j}}{\partial t}}+[H,x_{j}]}
где {\displaystyle H} — оператор Гамильтона
{\displaystyle H=\alpha _{j}p_{j}c+\alpha _{0}m\,c^{2}}
Так как {\displaystyle x_{j}} — оператор координаты — не зависит явно от времени, то {\displaystyle dx_{j}/dt=[H,x_{j}]}.
Подставляя сюда оператор Гамильтона, мы получим
{\displaystyle {\frac {dx_{j}}{dt}}=[(\alpha _{\mu }p_{\mu }c+\alpha _{0}m\,c^{2}),\,x_{j}]}
Матрица {\displaystyle \alpha _{\mu }} коммутирует с {\displaystyle x_{j}}, поэтому матричный оператор можно вынести за скобки. Окончательно имеем
{\displaystyle dx_{j}/dt=c\alpha _{\mu }[p_{\mu },x_{j}]=c\alpha _{\mu }\delta _{\mu j}=c\alpha _{j}}
Собственные значения матричного оператора скорости равны {\displaystyle \pm c}, но так как оператор скорости не коммутирует с оператором Гамильтона, то на опыте всегда измеряется среднее значение релятивистского оператора скорости и оно меньше {\displaystyle c}. Таким образом, соответствие между уравнениями (**) и (***) подтверждается.

## Природа волновой функции
Поскольку на волновую функцию ψ действуют матрицы 4×4, она должна быть четырёхкомпонентным объектом. Далее будет показано, что волновая функция имеет две степени свободы, одна из которых соответствует положительным энергиям, а другая — отрицательным. Каждая из них имеет ещё по две степени свободы, связанные с проекцией спина на выделенное направление, условно часто обозначаемые словами «вверх» или «вниз».
Мы можем записать волновую функцию в виде столбца:
{\displaystyle \psi (\mathbf {x} ,t)\ {\stackrel {\mathrm {def} }{=}}\ {\begin{bmatrix}\psi _{1}(\mathbf {x} ,t)\\\psi _{2}(\mathbf {x} ,t)\\\psi _{3}(\mathbf {x} ,t)\\\psi _{4}(\mathbf {x} ,t)\end{bmatrix}}.}
Дуальную волновую функцию записывают в виде строки:
{\displaystyle {\bar {\psi }}\ {\stackrel {\mathrm {def} }{=}}{\bar {\psi }}(\mathbf {x} ,t)\ {\stackrel {\mathrm {def} }{=}}\ \psi ^{\dagger }\alpha ^{0},}
где
{\displaystyle \psi ^{\dagger }={\begin{bmatrix}\psi _{1}^{*}(\mathbf {x} ,t)&\psi _{2}^{*}(\mathbf {x} ,t)&\psi _{3}^{*}(\mathbf {x} ,t)&\psi _{4}^{*}(\mathbf {x} ,t)\end{bmatrix}}}
(символ * обозначает обычное комплексное сопряжение).
Как и для обычной однокомпонентной волновой функции, можно ввести квадрат модуля волновой функции, который даёт плотность вероятности как функцию координаты x и времени t. В данном случае роль квадрата модуля играет скалярное произведение волновой функции и дуальной ей, то есть квадрат эрмитовой нормы биспинора:
{\displaystyle {\bar {\psi }}\psi ={\bar {\psi }}(\mathbf {x} ,t)\psi \,(\mathbf {x} ,t)=\sum _{a,b=1}^{4}\psi _{a}^{*}(\mathbf {x} ,t)(\alpha ^{0})_{ab}\psi _{b}(\mathbf {x} ,t).}
Сохранение вероятности задаёт условие нормировки
{\displaystyle \int {\bar {\psi }}\psi \;d^{3}x=1.}
Привлекая уравнение Дирака, можно получить «локальный» ток вероятности:
{\displaystyle {\frac {\partial }{\partial t}}{\bar {\psi }}\psi \,(\mathbf {x} ,t)=-\nabla \cdot \mathbf {J} .}
Ток вероятности J задаётся как
{\displaystyle J_{j}=c{\bar {\psi }}\alpha _{j}\psi .}
Умножая J на заряд электрона e, приходим к плотности электрического тока j для электрона.
Значение компонент волновой функции зависит от координатной системы. Дирак показал, как ψ преобразуется при изменении координатной системы, включая повороты в трёхмерном пространстве и преобразования между (быстро) движущимися друг относительно друга системами отсчёта. ψ при этом не преобразуется как вектор обычного пространства (или пространства-времени) при вращениях пространства или преобразованиях Лоренца (что само по себе и не удивительно, так как его компоненты изначально не связаны прямо с направлениями в обычном пространстве). Такой объект получил название четырёхкомпонентного дираковского спинора (иначе называемого биспинором — последнее название связано с тем, что первоначально в качестве спиноров рассматривались только двухкомпонентные комплексные объекты, пара которых может образовать биспинор). Биспинор можно интерпретировать как вектор в особом пространстве, называемом обычно «внутренним пространством», не пересекающемся с обычным («внешним») пространством. Однако, как уже было сказано выше, компоненты спинорных волновых функций при преобразовании координат внешнего пространства изменяются вполне определённым образом, хотя и отличающемся от преобразования компонент векторов обычного пространства.
Точности ради следует сказать, что все изменения, связанные с поворотами координат во внешнем пространстве, можно перенести на матрицы α (которые тогда будут выглядеть по-разному для разных внешних систем координат, но будут сохранять свои основные свойства — антикоммутативности и равенства единице квадрата каждой матрицы). В этом случае компоненты (би-)спиноров вообще не будут меняться при поворотах внешнего пространства.

## Решение уравнения
Для решения уравнения в случае свободной частицы привлекается спинор {\displaystyle \chi }
{\displaystyle \chi ^{(1)}={\begin{bmatrix}1\\0\end{bmatrix}},\quad \quad \chi ^{(2)}={\begin{bmatrix}0\\1\end{bmatrix}},}
где {\displaystyle \chi ^{(1)}} соответствует спину вверх, а {\displaystyle \chi ^{(2)}} соответствует спину вниз.
Для античастиц верно обратное:
{\displaystyle \chi ^{*(1)}={\begin{bmatrix}0\\1\end{bmatrix}},\quad \quad \chi ^{*(2)}={\begin{bmatrix}1\\0\end{bmatrix}}.}
Введём также матрицы Паули,
{\displaystyle \sigma _{1}={\begin{pmatrix}0&1\\1&0\end{pmatrix}},\quad \quad \sigma _{2}={\begin{pmatrix}0&-i\\i&0\end{pmatrix}},\quad \quad \sigma _{3}={\begin{pmatrix}1&0\\0&-1\end{pmatrix}}.}

### Для частиц
Решение уравнения Дирака для свободных частиц запишется в виде
{\displaystyle \psi =u(\mathbf {p} )e^{ip\cdot x},}
где
{\displaystyle \mathbf {p} } — обычный трёхмерный вектор, а
p и x — 4-векторы.
Биспинор u является функцией момента и спина,
{\displaystyle u^{(s)}(\mathbf {p} )={\sqrt {E+m}}{\begin{bmatrix}\chi ^{(s)}\\{\frac {\mathbf {\sigma } \cdot \mathbf {p} }{E+m}}\chi ^{(s)}\end{bmatrix}}.}

### Для античастиц
{\displaystyle \psi =v(\mathbf {p} )e^{ip\cdot x}}
с
{\displaystyle v^{(s)}(\mathbf {p} )={\sqrt {|E|+m}}{\begin{bmatrix}{\frac {-\mathbf {\sigma } \cdot \mathbf {p} }{|E|+m}}\chi ^{*(s)}\\\chi ^{*(s)}\end{bmatrix}}.}

### Биспиноры
Соотношения полноты для биспиноров u и v:
{\displaystyle \sum _{s=1,2}{u_{p}^{(s)}{\bar {u}}_{p}^{(s)}}=p\!\!\!/+m,}
{\displaystyle \sum _{s=1,2}{v_{p}^{(s)}{\bar {v}}_{p}^{(s)}}=p\!\!\!/-m,}
где
{\displaystyle p\!\!\!/=\gamma ^{\mu }p_{\mu }} (определение {\displaystyle \gamma ^{\mu }} — см. чуть ниже).

## Энергетический спектр
Полезно найти собственные значения энергии гамильтониана Дирака. Для того чтобы это сделать, мы должны решить стационарное уравнение:
{\displaystyle H\psi _{0}(\mathbf {x} )=E\psi _{0}(\mathbf {x} ),}
где ψ0 — не зависящая от времени часть полной волновой функции
{\displaystyle \psi (\mathbf {x} ,t)=\psi _{0}(\mathbf {x} )e^{-iEt/\hbar },}
подстановкой которой в нестационарное уравнение Дирака мы получаем стационарное.
Будем искать решение в виде плоских волн. Для удобства выберем в качестве оси движения ось z. Таким образом,
{\displaystyle \psi _{0}=we^{\frac {ipz}{\hbar }},}
где w — постоянный четырёхкомпонентный спинор и p — импульс частицы, как можно показать, действуя оператором импульса на эту волновую функцию. В представлении Дирака уравнение для ψ0 сводится к задаче на собственные значения:
{\displaystyle {\begin{bmatrix}mc^{2}&0&pc&0\\0&mc^{2}&0&-pc\\pc&0&-mc^{2}&0\\0&-pc&0&-mc^{2}\end{bmatrix}}w=Ew.}
Для каждого значения p существует два двумерных пространства собственных значений. Одно пространство собственных значений содержит положительные собственные значения, а другое — отрицательные в виде
{\displaystyle E_{\pm }(p)=\pm {\sqrt {(mc^{2})^{2}+(pc)^{2}}}.}
Пространство с положительными собственными значениями порождается собственными состояниями:
{\displaystyle \left\{{\begin{bmatrix}pc\\0\\\epsilon \\0\end{bmatrix}}\,,\,{\begin{bmatrix}0\\pc\\0\\-\epsilon \end{bmatrix}}\right\}\times {\frac {1}{\sqrt {\epsilon ^{2}+(pc)^{2}}}}}
и для отрицательных:
{\displaystyle \left\{{\begin{bmatrix}-\epsilon \\0\\pc\\0\end{bmatrix}}\,,\,{\begin{bmatrix}0\\\epsilon \\0\\pc\end{bmatrix}}\right\}\times {\frac {1}{\sqrt {\epsilon ^{2}+(pc)^{2}}}},}
где
{\displaystyle \epsilon \ {\stackrel {\mathrm {def} }{=}}\ |E|-mc^{2}.}
Первое порождающее собственное состояние в каждом собственном пространстве имеет положительную проекцию спина на ось z («спин вверх»), а второе собственное состояние имеет спин, указывающий в противоположном направлении −z («спин вниз»).
В нерелятивистском пределе ε-компонента спинора уменьшается до кинетической энергии частицы, которая пренебрежимо мала в сравнении с pc:
{\displaystyle \epsilon \sim {\frac {p^{2}}{2m}}\ll pc.}
В этом пределе четырёхкомпонентную волновую функцию можно интерпретировать как относительную амплитуду (i) спин вверх с положительной энергией, (ii) спин вниз с положительной энергией, (iii) спин вверх с отрицательной энергией и (iv) спин вниз с отрицательной энергией. Это описание не точно в релятивистском случае, где ненулевые компоненты спинора имеют тот же порядок величины.

## Теория дырок Дирака
Найденные в предыдущей секции решения с отрицательными энергиями проблематичны, поскольку предполагалось, что частица имеет положительную энергию. Математически говоря, однако, кажется, нет никакой причины для нас, чтобы отклонить решения отрицательной энергии. Так как они существуют, мы не можем просто игнорировать их, как только мы включаем взаимодействие между электроном и электромагнитным полем, любой электрон, помещённый в состояние с положительной энергией перешёл бы в состояние с отрицательной энергией успешно понизив энергию, испуская лишнюю энергию в форме фотонов. Реальные электроны очевидно не ведут себя таким образом.
Чтобы справляться с этой проблемой, Дирак вводил гипотезу, известную как теория дырок Дирака, что вакуум — это многочастичное квантовое состояние, в котором все состояния с отрицательной энергией заняты. Это описание вакуума как «море» электронов называют морем Дирака. Поскольку принцип запрета Паули запрещает электронам занимать то же самое состояние, любой дополнительный электрон был бы вынужден занять состояние с положительной энергией, и электроны с положительной энергии не будут переходить в состояния с отрицательной энергией.
Дирак далее рассуждал, что если состояния с отрицательной энергией не полностью заполнены, каждое незанятое состояние — называемое дыркой Дирака — вело бы себя как положительно заряженная частица. Дырка обладает «положительной» энергией, так как энергия необходима для создания пары частица-дырка из вакуума. Вейль писал: «Естественно ожидать, что из двух пар компонент для величин Дирака одна принадлежит электрону, а другая — протону» [Вейль Г. Избранные труды. Математика. Теоретическая физика., стр 199, глава Электрон и гравитация. М.:Наука, 1984. ]. Поль Дирак, как известно, с предположением Вейля не согласился и через некоторое время выдвинул собственную гипотезу — о том, что вторую часть решения в его уравнении можно было бы интерпретировать как представление совершенно новой и дотоле не наблюдавшейся частицы. Частицы, почти во всем подобной электрону, но только с положительным, а не с отрицательным зарядом. Дирак дал ей название «анти-электрон». Дырка была в конечном счёте идентифицирована как позитрон, экспериментально обнаруженный Карлом Андерсоном в 1932.
Описание «вакуума» через бесконечное море электронов отрицательной энергии не вполне удовлетворительно. Бесконечно отрицательные вклады от моря электронов отрицательной энергии должны быть сокращены с бесконечной положительной «голой» энергией и вкладом в плотность заряда, и ток, идущий от моря электронов отрицательной энергии точно сокращается с бесконечным положительным фоном «желе» так, чтобы полная электрическая плотность заряда вакуума равнялась нулю. В квантовой теории поля, преобразование Боголюбова операторов рождения и уничтожения (превращающий занятое электронное состояние с отрицательной энергией в незаполненное позитронное состояние с положительной энергией и незанятое электронное состояние с отрицательной энергией в занятое позитронное состояние с положительной энергией) позволяет нам обходить формализм моря Дирака даже при том, что, формально, эти подходы эквивалентны.
Сходный математический аппарат теории дырок Дирака используется в физике полупроводников. Незаполненные состояния в полупроводнике ведут себя почти как положительно-заряженные электроны, хотя это полупроводниковая «дырка», а не «позитрон».

## Уравнение Дирака в представлении кватернионов
Уравнение Дирака можно просто записать в представлении, использующем кватернионы. Мы запишем его в терминах представления двух полей над кватернионами для правых (Ψ) и левых (Φ) электронов:
{\displaystyle \partial _{t}\psi i+i\partial _{x}\psi +j\partial _{y}\psi +k\partial _{z}\psi =m_{e}\phi j,}
{\displaystyle \partial _{t}\phi i-i\partial _{x}\phi -j\partial _{y}\phi -k\partial _{z}\phi =m_{e}\psi j.}
Здесь важно, с какой стороны умножаются единичные кватернионы. Заметим, что массовый и временной члены умножаются на кватернионы справа. Это представление уравнения Дирака используется в компьютерном моделировании.

## Релятивистски ковариантная форма
Ковариантная запись уравнения Дирака для свободной частицы выглядит так:
{\displaystyle \left(i\hbar c\,\sum _{\mu =0}^{3}\;\gamma ^{\mu }\,\partial _{\mu }-mc^{2}\right)\psi =0,}
или, используя правило Эйнштейна суммирования по повторяющемуся индексу, так:
{\displaystyle \left(i\hbar c\,\gamma ^{\mu }\,\partial _{\mu }-mc^{2}\right)\psi =0.}

### Пояснения
Часто полезно бывает использовать уравнение Дирака в релятивистски ковариантной форме, в которой пространственные и временные координаты рассматриваются формально равноправно.
Чтобы сделать это, сначала вспомним, что оператор импульса p действует как пространственная производная:
{\displaystyle \mathbf {p} \psi (\mathbf {x} ,t)=-i\hbar \nabla \psi (\mathbf {x} ,t).}
Умножая уравнение Дирака с каждой стороны на α0 (вспоминая что α0²=I) и подставляя его в определение для p, получим
{\displaystyle \left[i\hbar c\left(\alpha _{0}{\frac {\partial }{c\partial t}}+\sum _{j=1}^{3}\alpha _{0}\alpha _{j}{\frac {\partial }{\partial x_{j}}}\right)-mc^{2}\right]\psi =0.}
Теперь определим четыре гамма-матрицы:
{\displaystyle \gamma ^{0}\ {\stackrel {\mathrm {def} }{=}}\ \alpha _{0}\,,\quad \gamma ^{j}\ {\stackrel {\mathrm {def} }{=}}\ \alpha _{0}\alpha _{j}.}
Эти матрицы обладают тем свойством, что
{\displaystyle \left\{\gamma ^{\mu },\gamma ^{\nu }\right\}=2\eta ^{\mu \nu }\cdot I\,,\quad \mu ,\nu =0,1,2,3,}
где η — метрика плоского пространства. Эти соотношения определяют алгебру Клиффорда, называемую алгеброй Дирака.
Уравнение Дирака теперь можно записать используя четырёхвектор x = (ct,x) как
{\displaystyle \left(i\hbar c\,\sum _{\mu =0}^{3}\;\gamma ^{\mu }\,\partial _{\mu }-mc^{2}\right)\psi =0.}
В этой форме уравнение Дирака можно получить с помощью нахождения экстремума действия
{\displaystyle {\mathcal {S}}=\int {\bar {\psi }}(i\hbar c\,\sum _{\mu }\gamma ^{\mu }\partial _{\mu }-mc^{2})\psi \,d^{4}x,}
где
{\displaystyle {\bar {\psi }}\ {\stackrel {\mathrm {def} }{=}}\ \psi ^{\dagger }\gamma _{0}}
называется дираковской присоединённой матрицей для ψ. Это основа для использования уравнения Дирака в квантовой теории поля.
В этой форме электромагнитное взаимодействие можно просто добавить, расширив частную производную до калибровочноковариантной производной:
{\displaystyle \partial _{\mu }\rightarrow D_{\mu }=\partial _{\mu }-ieA_{\mu }.}

### Запись с использованием «Feynman slash»
Иногда используется запись с использованием «перечёркнутых матриц» («Feynman slash»). Приняв обозначение
{\displaystyle a\!\!\!/\leftrightarrow \sum _{\mu }\gamma ^{\mu }a_{\mu },}
видим, что уравнение Дирака можно записать как
{\displaystyle (i\hbar c\,\partial \!\!\!/-mc^{2})\psi =0}
и выражение для действия записывается в виде
{\displaystyle {\mathcal {S}}=\int {\bar {\psi }}(i\hbar c\,\partial \!\!\!/-mc^{2})\psi \,d^{4}x.}

## Уравнение Дирака для компонент волновой функции
Подставив значения гамма-матриц в представленное выше релятивистское ковариантное уравнение, можно получить систему уравнений для отдельных компонент пси-функции
{\displaystyle i\hbar c{\Biggl (}{\frac {1}{c}}\partial _{t}{\begin{bmatrix}\psi _{1}\\\psi _{2}\\-\psi _{3}\\-\psi _{4}\end{bmatrix}}+\partial _{x}{\begin{bmatrix}\psi _{4}\\\psi _{3}\\-\psi _{2}\\-\psi _{1}\end{bmatrix}}+i\partial _{y}{\begin{bmatrix}-\psi _{4}\\\psi _{3}\\\psi _{2}\\-\psi _{1}\end{bmatrix}}+\partial _{z}{\begin{bmatrix}\psi _{3}\\-\psi _{4}\\-\psi _{1}\\\psi _{2}\end{bmatrix}}{\Biggr )}-mc^{2}{\begin{bmatrix}\psi _{1}\\\psi _{2}\\\psi _{3}\\\psi _{4}\end{bmatrix}}=0}
Также можно выразить производные по времени
{\displaystyle {\begin{cases}{\begin{matrix}\partial _{t}\psi _{1}=-i{\frac {mc^{2}}{\hbar }}\psi _{1}+c(-\partial _{x}\psi _{4}+i\partial _{y}\psi _{4}-\partial _{z}\psi _{3})\\\partial _{t}\psi _{2}=-i{\frac {mc^{2}}{\hbar }}\psi _{2}+c(-\partial _{x}\psi _{3}-i\partial _{y}\psi _{3}+\partial _{z}\psi _{4})\\\partial _{t}\psi _{3}=i{\frac {mc^{2}}{\hbar }}\psi _{3}+c(-\partial _{x}\psi _{2}+i\partial _{y}\psi _{2}-\partial _{z}\psi _{1})\\\partial _{t}\psi _{4}=i{\frac {mc^{2}}{\hbar }}\psi _{4}+c(-\partial _{x}\psi _{1}-i\partial _{y}\psi _{1}+\partial _{z}\psi _{2})\end{matrix}}\end{cases}}}
При использовании натуральных единиц уравнение упрощается до
{\displaystyle \partial _{t}{\begin{bmatrix}\psi _{1}\\\psi _{2}\\-\psi _{3}\\-\psi _{4}\end{bmatrix}}+\partial _{x}{\begin{bmatrix}\psi _{4}\\\psi _{3}\\-\psi _{2}\\-\psi _{1}\end{bmatrix}}+i\partial _{y}{\begin{bmatrix}-\psi _{4}\\\psi _{3}\\\psi _{2}\\-\psi _{1}\end{bmatrix}}+\partial _{z}{\begin{bmatrix}\psi _{3}\\-\psi _{4}\\-\psi _{1}\\\psi _{2}\end{bmatrix}}+im{\begin{bmatrix}\psi _{1}\\\psi _{2}\\\psi _{3}\\\psi _{4}\end{bmatrix}}=0}
{\displaystyle {\begin{cases}{\begin{matrix}\partial _{t}\psi _{1}=-im\psi _{1}-\partial _{x}\psi _{4}+i\partial _{y}\psi _{4}-\partial _{z}\psi _{3}\\\partial _{t}\psi _{2}=-im\psi _{2}-\partial _{x}\psi _{3}-i\partial _{y}\psi _{3}+\partial _{z}\psi _{4}\\\partial _{t}\psi _{3}=im\psi _{3}-\partial _{x}\psi _{2}+i\partial _{y}\psi _{2}-\partial _{z}\psi _{1}\\\partial _{t}\psi _{4}=im\psi _{4}-\partial _{x}\psi _{1}-i\partial _{y}\psi _{1}+\partial _{z}\psi _{2}\end{matrix}}\end{cases}}}

## Дираковские билинейные формы
Имеется пять различных (нейтральных) дираковских билинейных форм без производных:
- (S) скаляр: {\displaystyle {\bar {\psi }}\psi } (скаляр, P-чётный)
- (P) псевдоскаляр: {\displaystyle {\bar {\psi }}\gamma ^{5}\psi } (скаляр, P-нечётный)
- (V) вектор: {\displaystyle {\bar {\psi }}\gamma ^{\mu }\psi } (вектор, P-чётный)
- (A) аксиальный вектор: {\displaystyle {\bar {\psi }}\gamma ^{\mu }\gamma ^{5}\psi } (вектор, P-нечётный)
- (T) тензор: {\displaystyle {\bar {\psi }}\sigma ^{\mu \nu }\psi } (антисимметричный тензор второго ранга)

где {\displaystyle \sigma ^{\mu \nu }={\frac {i}{2}}\left[\gamma ^{\mu },\gamma ^{\nu }\right]_{-}} и {\displaystyle \gamma ^{5}=\gamma _{5}={\frac {i}{4!}}\epsilon _{\mu \nu \rho \lambda }\gamma ^{\mu }\gamma ^{\nu }\gamma ^{\rho }\gamma ^{\lambda }=i\gamma ^{0}\gamma ^{1}\gamma ^{2}\gamma ^{3}}.

## Электромагнитное взаимодействие
До сих пор мы рассматривали электрон, на который не действуют никакие внешние поля. По аналогии с гамильтонианом заряженной частицы в классической электродинамике мы можем изменить гамильтониан Дирака так, чтобы включить эффект электромагнитного поля. Переписанный гамильтониан примет вид (в единицах СИ):
{\displaystyle H=\alpha _{0}mc^{2}+\sum _{j=1}^{3}\alpha _{j}\left[p_{j}-eA_{j}(\mathbf {x} ,t)\right]c+e\varphi (\mathbf {x} ,t),}
где e — электрический заряд электрона (здесь принято соглашение, что знак e отрицателен), а A и φ — электромагнитные векторный и скалярный потенциалы соответственно.
Полагая φ = 0 и работая в нерелятивистском пределе, Дирак нашёл для двух верхних компонент в положительной области энергий волновые функции (которые, как обсуждалось ранее, являются доминирующими компонентами в нерелятивистском пределе):
{\displaystyle \left({\frac {1}{2m}}\sum _{j}|p_{j}-eA_{j}(\mathbf {x} ,t)|^{2}-{\frac {\hbar e}{2mc}}\sum _{j}\sigma _{j}B_{j}(\mathbf {x} )\right){\begin{bmatrix}\psi _{1}\\\psi _{2}\end{bmatrix}}}
 {\displaystyle =(E-mc^{2}){\begin{bmatrix}\psi _{1}\\\psi _{2}\end{bmatrix}},}
где B = {\displaystyle \nabla }× A — магнитное поле, действующее на частицу. Это уравнение Паули для нерелятивистских частиц с полуцелым спином, с магнитным моментом {\displaystyle \hbar e/2mc} (то есть g-фактор равняется 2). Фактический магнитный момент электрона больше, чем это значение, хотя только примерно на 0,12 %. Несоответствие происходит из-за квантовых колебаний электромагнитного поля, которыми пренебрегли (см. вершинная функция).
В течение нескольких лет после открытия уравнения Дирака большинство физиков полагало, что оно также описывает протон и нейтрон, которые являются фермионами с полуцелым спином. Однако начиная с экспериментов Стерна и Фриша в 1933 году стало ясно, что магнитные моменты этих частиц значительно отличаются от предсказанных уравнением Дирака значений. Магнитный момент протона оказался в 2.79 раза больше, чем предсказанный (с массой протона, подставленной для m в приведённые выше формулы), то есть g-фактор равен 5.58. Нейтрон, который является электрически нейтральным, имеет g-фактор —3.83 . Эти «аномальные магнитные моменты» были первым экспериментальным признаком того, что протон и нейтрон не элементарные, а составные (имеющие некоторую внутреннюю структуру) частицы. Впоследствии оказалось, что их можно считать состоящими из меньших частиц, названных кварками, связанными, как полагают, глюонным полем. Кварки имеют полуцелый спин и, насколько известно, точно описываются уравнением Дирака.

### Гамильтониан взаимодействия
Заслуживает внимания тот факт, что гамильтониан может быть записан как сумма двух слагаемых:
{\displaystyle H=H_{\mathrm {free} }+H_{\mathrm {int} },}
где Hfree — гамильтониан Дирака для свободного электрона, а Hint — гамильтониан взаимодействия электрона с электромагнитным полем. Последний записывается в виде
{\displaystyle H_{\mathrm {int} }=e\varphi (\mathbf {x} ,t)-ec\sum _{j=1}^{3}\alpha _{j}A_{j}(\mathbf {x} ,t).}
Он имеет математическое ожидание (среднее)
{\displaystyle \langle H_{\mathrm {int} }\rangle =\int \,\psi ^{\dagger }H_{\mathrm {int} }\psi \,d^{3}x=\int \,\left(\rho \varphi -\sum _{i=1}^{3}j_{i}A_{i}\right)\,d^{3}x,}
где ρ — плотность электрического заряда и j — плотность электрического тока, определённые через ψ. Подынтегральная функция в последнем интеграле — плотность энергии взаимодействия — лоренц-инвариантная скалярная величина, что легко увидеть, записав в терминах четырёхмерной плотности тока j = (ρc, j) и четырёхмерного электромагнитного потенциала A = (φ/c, A), каждый из которых является 4-вектором, а следовательно, их скалярное произведение инвариантно. Энергия взаимодействия записывается как интеграл по пространству от этого инварианта:
{\displaystyle \langle H_{\mathrm {int} }\rangle =\int \,\left(\sum _{\mu ,\nu =0}^{3}\eta ^{\mu \nu }j_{\mu }A_{\nu }\right)\;d^{3}x,}
где η — метрика плоского пространства Минковского (лоренцева метрика пространства-времени):
{\displaystyle \eta ^{00}=1,\ }
{\displaystyle \eta ^{ii}\;=-1\quad \,(i=1,2,3),}
{\displaystyle \eta ^{\mu \nu }=0\ \ \ \ (\mu ,\nu =0,1,2,3;\mu \neq \nu ).}
Следовательно, проинтегрированная по времени энергия взаимодействие даст лоренц-инвариантный член в действии (так как повороты и преобразования Лоренца не меняют четырёхмерный объём).

## Лагранжиан
Классическая плотность лагранжиана фермиона с массой m задаётся
{\displaystyle {\mathcal {L}}={\overline {\psi }}\left(i\gamma ^{\mu }\partial _{\mu }-m\right)\psi ,}
где {\displaystyle {\overline {\psi }}=\psi ^{\dagger }\gamma ^{0}.}
Для получения уравнений движения можно подставить этот лагранжиан в уравнения Эйлера — Лагранжа:
{\displaystyle \partial _{\mu }\left({\frac {\partial L}{\partial (\partial _{\mu }\psi _{\sigma })}}\right)-{\frac {\partial L}{\partial \psi _{\sigma }}}=0.}
Оценив два члена:
{\displaystyle {\frac {\partial L}{\partial (\partial _{\mu }\psi _{\sigma })}}={\overline {\psi }}_{\sigma ^{\prime }}\left(i\gamma ^{\mu }\right)_{\sigma ^{\prime }\sigma },}
{\displaystyle {\frac {\partial L}{\partial \psi _{\sigma }}}=-m{\overline {\psi }}_{\sigma },}
Собрав оба результата, получим уравнение
{\displaystyle i\partial _{\mu }{\overline {\psi }}\gamma ^{\mu }+m{\overline {\psi }}=0,}
которое идентично уравнению Дирака:
{\displaystyle i\gamma ^{\mu }\partial _{\mu }\psi -m\psi =0.}

### Избранные статьи
- Dirac, P. A. M. (1928). The Quantum Theory of the Electron (PDF). Proceedings of the Royal Society A: Mathematical, Physical and Engineering Sciences. 117 (778): 610–624. Bibcode:1928RSPSA.117..610D. doi:10.1098/rspa.1928.0023. JSTOR 94981.
- Dirac, P. A. M. (1930). A Theory of Electrons and Protons. Proceedings of the Royal Society A: Mathematical, Physical and Engineering Sciences. 126 (801): 360–365. Bibcode:1930RSPSA.126..360D. doi:10.1098/rspa.1930.0013. JSTOR 95359.
- Anderson, Carl (1933). The Positive Electron. Physical Review. 43 (6): 491. Bibcode:1933PhRv...43..491A. doi:10.1103/PhysRev.43.491.
- Frisch, R.; Stern, O. (1933). Über die magnetische Ablenkung von Wasserstoffmolekülen und das magnetische Moment des Protons. I. Zeitschrift für Physik. 85 (1–2): 4. Bibcode:1933ZPhy...85....4F. doi:10.1007/BF01330773.